# Eddyville (Oregon)
Eddyville (korábban Little Elk) az Amerikai Egyesült Államok északnyugati részén, Oregon állam Lincoln megyéjében, a U.S. Route 20 és az Oregon Route 180 csomópontjában elhelyezkedő önkormányzat nélküli település. 2020-ban népessége nem hivatalosan 223 fő volt.
Az 1868-ban megnyílt posta vezetője 1888-ban Israel F. Eddy volt, aki a hivatalt távolabb költöztette, a település pedig 1900-ban felvette a nevét.
A 19. században itt volt az Albany és Corvallis közötti vasútvonal egy állomása. Miután az Oregon Pacific Railroad csődvédelmet kért, 1907-ben a vonal a Southern Pacific Transportation Companyhez került.

## Fordítás
- Ez a szócikk részben vagy egészben  az   Eddyville, Oregon című angol Wikipédia-szócikk ezen változatának fordításán alapul.  Az eredeti cikk szerkesztőit annak laptörténete sorolja fel. Ez a jelzés csupán a megfogalmazás eredetét és a szerzői jogokat jelzi, nem szolgál a cikkben szereplő információk forrásmegjelöléseként.